# Nikaura B
Pogledajte također "Nikaura A".
Nikaura B bio je princ drevnoga Egipta, jedini sin princa Nikaure i njegove žene Nikanebti, unuk faraona Kafre i polunećak faraona Menkaure. Imao je dvije sestre, čija su imena Heteferes i Nikanebti.
Nikaura je spomenut u mastabi G 8158 u Gizi. 